# Émile Cohl
Émile Cohl, verkligt namn Émile Courtet, född 4 januari 1857 i Paris, död 20 januari 1938, var en fransk karikatyrtecknare och filmskapare. Han gjorde politiska karikatyrer åt tidningar som Le Charivari, La Lune, L'Eclipse och Hommes d'aujourd'hui, men hade även en kort karriär som fotograf 1884 och tecknade gåtor, spel och rebusar. Han umgicks i det sena 1800-talets bohemiska konstnärskretsar med personer som Victor Hugo, Georges Courteline, Paul Verlaine, Alphonse Allais, Alphonse Daudet och Caran d'Ache.
Enligt en ej helt bekräftad anekdot kom han in i filmbranschen år 1905 efter att ha sett att Gaumont plagierade en av hans teckningar på en filmaffisch. Han uppsökte bolagets chef Louis Feuillade som då ska ha rekryterat honom. Han regidebuterade 1908 med den animerade kortfilmen Fantasmagorie och kom att göra ett stort antal filmer det närmaste decenniet. Han arbetade för flera olika bolag i Frankrike och åren 1912 till 1914 även i Förenta staterna. Efter första världskriget började hans karriär avta och han lämnade filmbranschen 1923.
Cohl gjorde fler än 300 kortfilmer av vilka de flesta dock har gått förlorade. Han räknas som en pionjär inom animerad film i Émile Reynauds och J. Stuart Blacktons efterföljd. Han är bland annat upphovsman till den första återkommande animerade figuren (Fantoche från Fantasmagorie), den första animerade dockfilmen (Le tout petit Faust, 1910), den första animerade färgfilmen (Le peintre néo-impressioniste, 1910) och de första animerade reklamfilmerna, gjorda för Campbell Soup Company 1912.